# Arnošt z Trautsonu
Arnošt hrabě z Trautsonu (německy Ernst Graf von Trautson, 26. prosince 1633, Vídeň – 7. ledna 1702 tamtéž) byl rakouský římskokatolický duchovní z rakouského rodu Trautsonů. V letech 1685–1702 zastával úřad knížete-biskupa vídeňské diecéze.

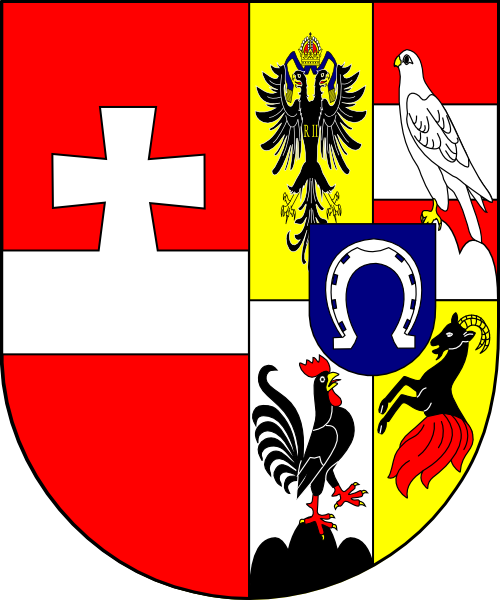
Trautsonův osobní znak vídeňského knížete-biskupa

## Původ
Narodil se jako Arnošt Trautson, říšský hrabě z Falkensteinu, svobodný pán ze Sprechensteinu a Schroffensteinu (německy Ernst Trautson Reichsgraf zu Falkenstein Freiherr zu Sprechenstein und Schroffenstein) do tyrolského šlechtického rodu Trautsonů. Nejmladší bratr Arošta Trautsona, Jan Leopold († 1724), byl v roce 1711 povýšen do hodnosti říšského knížete, jehož mladší syn, tedy synovec biskupa Arošta Trautsona, Jan Josef Trautson říšský hrabě z Falkensteinu byl v letech 1751–1757 vídeňským knížetem-arcibiskupem a od roku 1756 kardinálem.
Arnošt byl třetí syn říšského hraběte Jana Františka z Trautsonu (1609 – 26. března 1663, Vídeň) a jeho manželky Maxmiliany Walburgy z Hohenzollernu-Hechingenu († 12. května 1639, dcery knížete Jana Jiřího z Hohenzollern-Hechingenu), vrchního hofmistra dědičných zemí (Obersterblandhofmeister) v Rakousích pod Enží, vrchního maršála (Obersterblandmarschall) Tyrolského hrabství, místodržitele dolnorakouské zeměbrany, rytíře Řádu zlatého rouna, pána na Sv. Hypolitu, Lávě, Suchých Krutách, Mistelbachu, Raspenbühelu a Kayi.

## Život
Jako mladší syn byl Arošt Trautson předurčen pro církevní dráhu. Vystudoval filozofii a katolickou teologii na Papežské Gregoriánské univerzitě v Římě. 12. března 1661 se stal jáhnem v Salcburku, 11. června 1661 byl vysvěcen na kněze a stal se kanovníkem katedrál v Salcburku a Štrasburku.
Císař Leopold I. jej 23. března 1685 jmenoval knížetem-biskupem vídeňským a papežské potvrzení se uskutečnilo 10. září. Biskupské svěcení přijal 28. října 1685 od Francesca Buonvisiho, apoštolského nuncia v Rakouském císařství.
Vítězství prince Evžena Savojského proti Turkům poskytla Trautsonovi v jeho funkčním období potřebný klid pro výstavbu kostelů, které předtím byly zničeny během tureckého obléhání Vídně v roce 1683. Pro katedrálu sv. Štěpána zajistil nové oltáře.
Zajímal se o historii a heraldiku a nechal zhotovit Trautsonský rukopis, ve kterém jsou kopie hrobových nápisů a erbů vídeňských kostelů.
V červenci 1701 se jeho koadjutorem stal František Antonín z Harrachu.
Arnošt z Trautsonu zemřel ve Vídni 7. ledna 1702. Byl pochován v biskupské kryptě katedrály sv. Štěpána ve Vídni.